# 中川颯
颯（はやて、本名：中川 颯〈なかがわ はやて〉、1998年10月10日 - ）は、神奈川県横浜市戸塚区出身のプロ野球選手（投手）。右投左打。横浜DeNAベイスターズ所属。

## 経歴

### プロ入り前
横浜市立小雀小学校1年生の時に小雀少年野球部で野球を始める。幼少期から地元球団である横浜ベイスターズに憧れを抱き、グラブは石井琢朗モデルを使用していた。また、小学生時代にベイスターズジュニアの試験を受けたが落選。横浜市立大正中学校時代に所属していた横浜泉リトルシニアでは投手兼遊撃手を務め、投手としてはアンダースローに転向し、全国大会出場に貢献した。リトルシニアでのチームメイトには、のちにDeNAでチームメイトとなる松本隆之介の兄がおり、小学生時代の松本と顔見知りであった。
中学校卒業後は桐光学園高等学校に進学。高校時代は1年生から主力投手として活躍。エースで四番としてチームを牽引し、1年秋と2年秋に関東大会を経験するも甲子園出場経験はない。

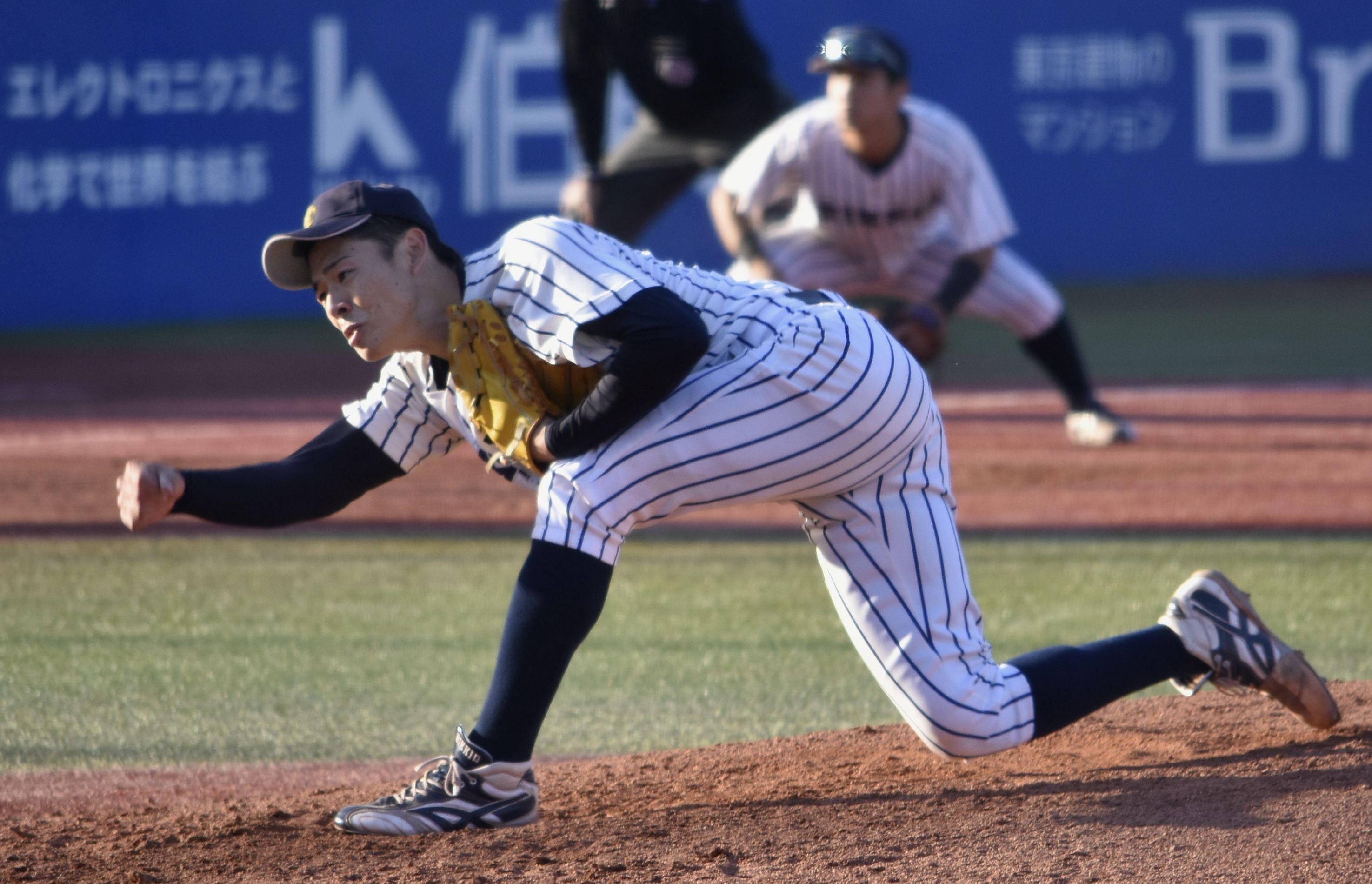
立教大学時代
（2020年10月24日 明治神宮野球場）

立教大学からは投手に専念。1年時に第66回全日本大学野球選手権大会で3試合で計12回を投げ2勝、防御率0.00の成績を挙げ、最優秀投手賞を受賞。試合を観戦した長嶋茂雄からは「中川選手のピッチングは素晴らしかった」と評された。2年の秋季リーグでは3勝を挙げるが、その後は成績が向上せず、4年の秋季リーグではベンチ外も経験した。大学時代の通算成績は61試合の登板で10勝8敗、防御率3.42。
2020年10月26日に行われたドラフト会議では、オリックス・バファローズから4位指名を受け、11月26日に契約金5000万円、年俸900万円（金額は推定）で契約合意。12月19日に入団発表会見が行われた。同じ苗字の中川拓真がドラフト5位で入団し、さらには中川圭太もいるため、報道上の表記およびスコアボード上の表記はフルネームの「中川颯」となる。背番号は37。

### オリックス時代

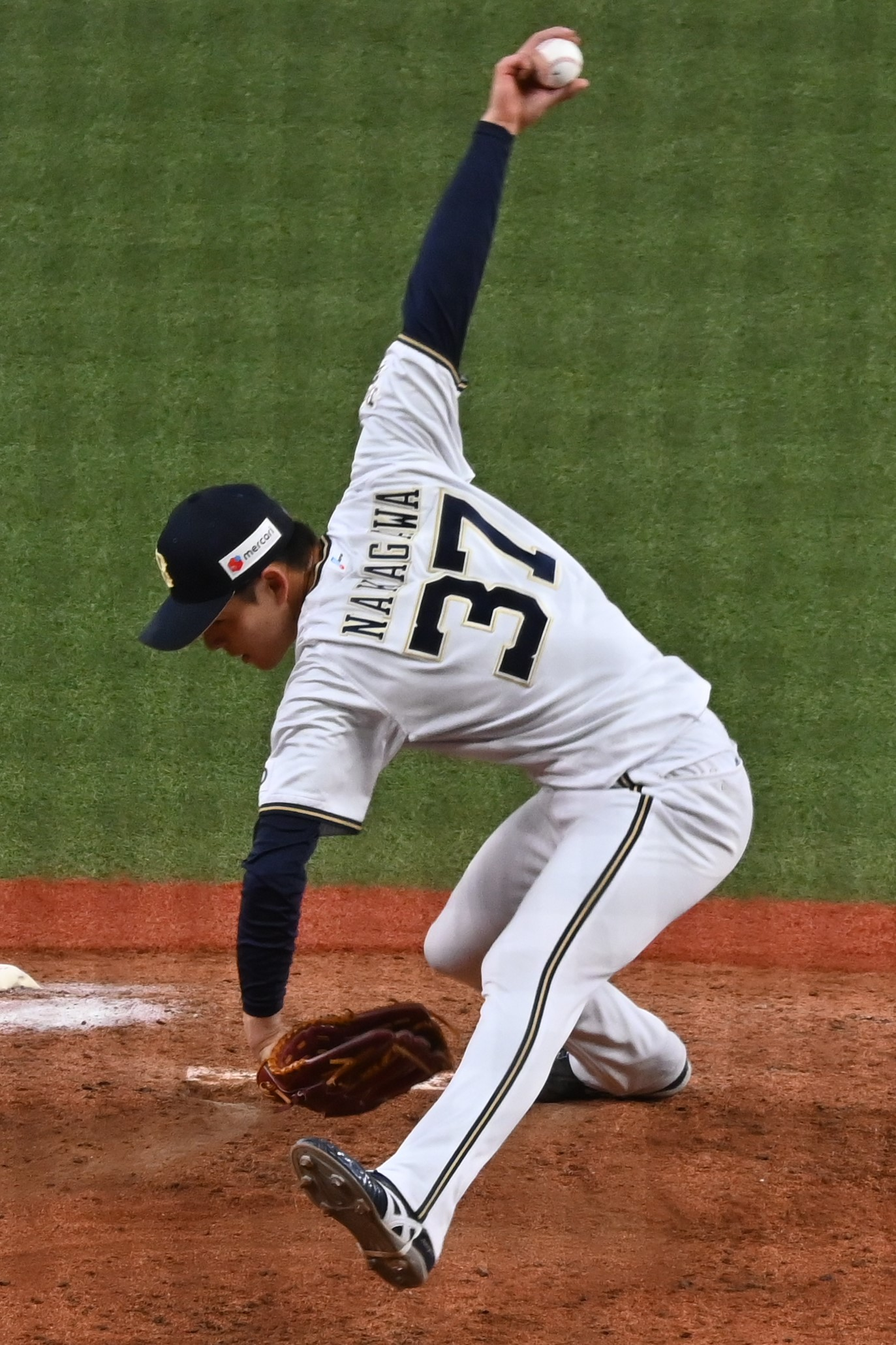
オリックス・バファローズ時代
（2021年4月14日、京セラドーム大阪にて）

2021年は、ルーキーながら開幕一軍入りを果たしたが、登板機会のないまま3月30日に登録抹消となった。その後、7月10日に再び一軍昇格し、同14日の北海道日本ハムファイターズ戦（帯広の森野球場）で7回裏に4番手としてプロ初登板を果たした。一軍での登板はこの1試合のみに終わったが、ウエスタン・リーグでは41試合に登板し、防御率1.13の成績を残した。12月2日、50万円減となる推定年俸850万円で契約を更改した。
2022年は春季キャンプから肩の不調を抱え、中川本人は大きな故障ではないと判断して二軍公式戦に登板していたが、ウエスタン・リーグ6試合の登板で防御率5.87に終わり、6月9日以降は公式戦のマウンドに上がることができず、一軍での登板機会はなかった。肩の故障とともに、練習法をめぐって巡回ヘッドコーチの中垣征一郎と軋轢が生じたことでメンタル面から体調不良に陥り、約半年間も野球から離れ、実家で療養している期間もあった。10月5日に戦力外通告を受け、12月4日に育成選手として再契約した。背番号は123。推定年俸は200万円減の650万円。
2023年の春季キャンプには参加せず、肩と不調を治すために大阪市内の球団施設「舞洲」に残り、球団スカウトとキャッチボールを行った。徐々に体調が回復し、3月からリハビリを始め、痛みがなくなった5月には投球を再開した。肩の不安がなくなり、7月29日までに12試合で17回1/3、奪三振21、四死球1、防御率0.51と好成績を残したが、登録期限の31日までに支配下復帰はならなかった。最終的な二軍成績は21試合の登板で32回2/3を投げ、34奪三振、防御率1.38の成績で、WHIPは0.67、tRA（守備から独立した投手の失点率を推定、評価する指標）は1.90の数値になるなど、各指標も高数値であったが、10月5日に球団より2度目の戦力外通告を受けた。

### 横浜DeNA時代
2023年11月17日、地元の横浜DeNAベイスターズが支配下選手としての獲得を発表した。背番号は53。推定年俸はオリックス時代と同じく650万円。11月29日に行われた入団会見では「地元が横浜ということで、ベイスターズのユニホームを着てプレーすることが幼いときからの夢でした」と地元球団への入団を喜んだ。なお、DeNAには同じ苗字の投手である中川虎大が在籍しているため、スコアボード上の表示および報道上の表記はオリックス時代から引き続きフルネームの「中川颯」を、背ネーム表記は「HAYATE」をそれぞれ使用する。高校時代にバッテリーを組んだ大坪亮介が2022年からブルペン捕手として在籍している。
2024年は春季キャンプをA班で迎える。先発投手として期待されると、練習試合やオープン戦で好投を見せ、オープン戦には3試合の登板で13回を投げて無失点に抑えた。開幕ローテーション入りをつかみ、4月4日の対阪神タイガース戦（京セラドーム大阪）でプロ入り初先発登板した（4回1/3を2失点で勝敗つかず）。その後は、状況や点差に関係なく待機するロングリリーフに配置転換され、10日の対中日ドラゴンズ戦（横浜スタジアム）ではリリーフで第二先発の役割を担い、自身最長の5回を1失点で投げ切る力投を見せた。ロングリリーフで存在感を示すと、ローテーションの再編で再度先発に配置転換され、30日の対中日戦（バンテリンドーム ナゴヤ）でプロ入り2度目の先発登板をする。6回を被安打2、与四死球0、無失点と好投していたが、7回で無死から2連打を打たれると右腕を気にする様子を見せ、勝利投手の権利を持ったまま緊急降板となったが（降板後に1失点）、リリーフ陣が1点差を守りきり、プロ4年目にして初勝利を挙げた。この緊急降板の翌日に登録抹消されたものの、大きな故障ではなく一軍の遠征にも同行し、中10日で5月11日の対阪神戦（横浜）で本拠地初先発登板した。この試合では3回9失点と大炎上を喫した（チームが逆転したため、負けはつかず）ものの、メンタルスキルコーチの遠藤拓哉との相談などを経て、同月18日の対中日戦（横浜）で2度目の本拠地先発登板の機会を与えられた。プロ初本塁打での中川自身での援護もあり、6回を被安打5、2失点の粘投で本拠地初勝利を手にした。6月1日の対北海道日本ハムファイターズ（エスコンフィールドHOKKAIDO）で交流戦初登板し、先発で4回2失点の投球を見せていたが、4回の投球中から右肩に違和感が生じ、5回の攻撃終了後の投球練習に姿を現さず緊急降板した。翌日に登録抹消され、3日に横浜市内の病院で右肩の炎症と診断された。8月5日の二軍・オイシックス戦でリリーフで実戦復帰すると、7日にリリーフ要員として出場選手登録された。リリーフとしては、前の投手が残した走者がたまって一打逆転のピンチの場面での右の強打者相手など、厳しい場面での起用が多い。8月20日の中日戦（横浜）では5回表の二死満塁の場面で2番手として登板して打ち取ったのち、回跨ぎで1回1/3を投げ3勝目を挙げた。シーズン最終戦の10月6日の中日戦（バンテリン）では2点リードの最終回で登板し、2本の安打を許しながら1回を無失点に抑え、プロ初セーブを記録した。クライマックスシリーズでも、巨人とのファイナルステージ第3戦で3番手で2回完全投球を見せてヒーローインタビューを受けるなどチームの7年ぶり日本シリーズ進出に貢献し、進出を決めたあとには自身のXで「横浜に帰ってきてよかった。」とポストした。福岡ソフトバンクホークスとの日本シリーズにおいては3試合で中継ぎ登板していずれも無失点に抑え、日本一に貢献した。オフに手足口病に罹患し、11月23日のファンフェスティバルを欠席したが、同月30日の日本一優勝パレードには参加した。
2025年は、登録名を名前のみの颯に変更した。移籍時より使用している背ネームの「HAYATE」に合わせる形となるが、スコアボードの表記、場内アナウンスは引き続き「中川颯」である。開幕一軍入りし、中継ぎ要員として待機。ホールドのつく場面での起用は少ないながらも、8月7日までに25試合に登板し、防御率2.08、2ホールドの成績を挙げ、同日の一軍練習にも参加していたが、同日、この年初めて登録を抹消された。

## 選手としての特徴
投球フォームは184cmの長身を折り曲げるアンダースローで、地表約10cmから浮き上がる最速137km/hのストレートに、ストレートと同じ球速帯のツーシームとそれの対になる横変化のスライダーといった3球種を同じくらいの割合で投げ、打者を翻弄するスタイル。自身は変化球でかわすイメージより「真っすぐの強さを武器にしていきたい」と語っていた。2023年の二軍での投球では、奪三振割合（K%）が29.1%と高めだが、フライ割合も59.7%と高いフライボールピッチャーでもあり、広い球場と相性が良いと推測される。2024年にDeNAで先発投手に挑戦していたときは打たせて取るイメージで投球していたが、リリーフでの登板時は奪三振を狙って全球決め球のつもりで投げるイメージにスタイルチェンジした。野球解説者の高木豊によれば、コントロールは大雑把だという。
高校時代の通算本塁打数は26本を記録しており、さらに長打力だけでなくバットコントロールに優れた野手としてもプロからは注目されていた。2024年から大谷翔平を参考にバットを寝かせずに立てる構えを取り入れている。自身では左投手はあまり得意でないと語る。指名打者制のあるオリックス時代は二軍含めて打席に立つ機会はなかったが、DeNA移籍後は二軍で初めて打席に立った際に初安打を記録している。一軍では、2024年5月18日の対中日戦でプロ初本塁打・初打点となる2点本塁打を放ち、自らのバットで移籍後本拠地初勝利を呼び込んだ。これは同年度の投手による初本塁打であった。また、中川は大学時代には本塁打を記録しておらず、高校時代以来の本塁打であった。
DeNAの常務取締役チーム統括本部長の萩原龍大によれば「プロスカウトの戦力外になる可能性のある選手のリストの中でも上位に入ってくる選手」という評価だったといい、オリックス戦力外後にはすぐさまDeNAの河原隆一スカウト部スカウティングディレクター（当時）から連絡が入った。

## 人物
颯（はやて）という名前は車好きの父親がレーサーにしようとして名付けたもの。楓（かえで）に間違えられることがよくあるようで、オリックス時代に唯一一軍登板を果たした試合でも帯広の森野球場のスコアボード表示が「中川楓」となってしまっていた。DeNA時代に背ネームを「HAYATE」にしたのは名前を知ってほしいという思いがあってのものである。
趣味はレザークラフト。プロ初勝利記念に森原康平からプレゼントされたミシンを使い、器用な手先を活かして「HAYATE CRAFT」（ハヤテクラフト）と銘打ったオリジナルロゴの入った手作りの財布や鞄をチームメイトにプレゼントしている。チームメイトからも絶賛されるその腕前は趣味の範囲を超えており、名刺入れなら時間のあるオフに1日1個は作れると話している。2024年の先発ローテーション入りしていた頃は家にいる時間が長く、一人で家にいるとネガティブな思考に陥りがちであるため、没頭できる趣味として、元々興味をもっていたことから始めたものである。
桐光学園高校時代に野球部監督を務めた野呂雅之について「今まで出会った大人の中で一番尊敬している方」と述べている。

## 詳細情報

### 年度別投手成績
| 年 度     | 球 団      | 登 板 | 先 発 | 完 投 | 完 封 | 無 四 球 | 勝 利 | 敗 戦 | セ 丨 ブ | ホ 丨 ル ド | 勝 率 | 打 者 | 投 球 回 | 被 安 打 | 被 本 塁 打 | 与 四 球 | 敬 遠 | 与 死 球 | 奪 三 振 | 暴 投 | ボ 丨 ク | 失 点 | 自 責 点 | 防 御 率 | W H I P |
| --------- | ---------- | ----- | ----- | ----- | ----- | -------- | ----- | ----- | -------- | ----------- | ----- | ----- | -------- | -------- | ----------- | -------- | ----- | -------- | -------- | ----- | -------- | ----- | -------- | -------- | ------- |
| 2021      | オリックス | 1     | 0     | 0     | 0     | 0        | 0     | 0     | 0        | 0           | ----  | 5     | 1.0      | 2        | 0           | 0        | 0     | 0        | 0        | 0     | 0        | 0     | 0        | 0.00     | 2.00    |
| 2024      | DeNA       | 29    | 6     | 0     | 0     | 0        | 3     | 0     | 1        | 5           | 1.000 | 250   | 57.0     | 65       | 3           | 13       | 0     | 6        | 36       | 0     | 0        | 30    | 28       | 4.42     | 1.37    |
| 通算：2年 | 通算：2年  | 30    | 6     | 0     | 0     | 0        | 3     | 0     | 1        | 5           | 1.000 | 255   | 58.0     | 67       | 3           | 13       | 0     | 6        | 36       | 0     | 0        | 30    | 28       | 4.34     | 1.38    |

- 2024年度シーズン終了時

### 年度別守備成績
| 年 度 | 球 団      | 投手  | 投手  | 投手  | 投手  | 投手  | 投手     |
| 年 度 | 球 団      | 試 合 | 刺 殺 | 補 殺 | 失 策 | 併 殺 | 守 備 率 |
| ----- | ---------- | ----- | ----- | ----- | ----- | ----- | -------- |
| 2021  | オリックス | 1     | 0     | 0     | 0     | 0     | ----     |
| 2024  | DeNA       | 29    | 5     | 10    | 0     | 0     | 1.000    |
| 通算  | 通算       | 30    | 5     | 10    | 0     | 0     | 1.000    |

- 2024年度シーズン終了時

### 記録
初記録
投手記録
- 初登板：2021年7月14日、対北海道日本ハムファイターズ13回戦（帯広の森野球場）、7回裏二死に4番手で救援登板、1回無失点
- 初先発登板：2024年4月4日、対阪神タイガース3回戦（京セラドーム大阪）、4回1/3 2失点で勝敗つかず
- 初奪三振：同上、3回裏に森下翔太から空振り三振
- 初勝利・初先発勝利：2024年4月30日、対中日ドラゴンズ4回戦（バンテリンドーム ナゴヤ）、6回0/3 1失点4奪三振
- 初ホールド：2024年9月5日、対広島東洋カープ22回戦（横浜スタジアム）、7回表二死に3番手で救援登板、1/3回無失点[80]
- 初セーブ：2024年10月6日、対中日ドラゴンズ25回戦（バンテリンドーム ナゴヤ）、9回裏に3番手で救援登板・完了、1回無失点

打撃記録
- 初打席：2024年4月4日、対阪神タイガース3回戦（京セラドーム大阪）、2回表に西勇輝から投直
- 初安打：2024年4月30日、対中日ドラゴンズ4回戦（バンテリンドーム ナゴヤ）、2回表に小笠原慎之介から投手内野安打
- 初本塁打・初打点：2024年5月18日、対中日ドラゴンズ7回戦（横浜スタジアム）、2回裏に松葉貴大から右越2ラン

### 背番号
- 37（2021年 - 2022年）
- 123（2023年）
- 53（2024年 - ）

### 登録名
- 中川 颯（なかがわ はやて、2021年 - 2024年）
- 颯[注 1]（はやて、2025年 - ）